# Castejón de Tornos
Castejón de Tornos es un municipio y población de España, perteneciente a la Comarca del Jiloca, al noroeste de la provincia de Teruel, comunidad autónoma de Aragón, a 90,3 km de Teruel. Tiene un área de 30,90 km², con una población de 66 habitantes (INE 2024) y una densidad de 2,17 hab/km².
Situado entre cerros de carrascas y pinares, la laguna de Gallocanta y la vega del río Jiloca, Castejón de Tornos destaca por la torre de su iglesia parroquial dedicada a la Asunción, una torre perteneciente al castillo gótico del siglo XIV que dio nombre al municipio.
La arquitectura religiosa está dominada por la iglesia parroquial de la Asunción de Nuestra Señora, que se trata de un edificio barroco de mampostería del siglo XVII, con tres naves cubiertas con bóveda de medio cañón con lunetos; la torre conserva de la anterior iglesia los arcos apuntados góticos de la base.
También conserva la ermita de San Miguel (siglo XVII) que es una edificación cubierta a dos aguas y cielo raso.
Contiene varios peirones distribuidos en la periferia del caso urbano: San Antón, San Francisco, San Roque y Virgen del Carmen.
Dentro de la arquitectura civil se puede destacar la fuente vieja y varias viviendas privadas.
En sus proximidades, el paraje de Los Tenajos, un hermoso patrimonio natural que no pueden dejar de visitar los amantes de la naturaleza.
El monte más alto de Castejón es Peñalta a una altitud de 1385 m, donde en su punto más alto se encuentra el intersección de los municipios de Castejón de Tornos, Val de San Martin y Gallocanta.
Unos de los parajes para hacer senderismo es La Rambla, se accede desde el Peirón de San Francisco. En primavera por ella transcurre agua y al atardecer se puede ver Corzos. Un camino entre pizarra, pinos y carrasca, que llega a la Fuente de los Taberneros y si se continua a llegaría a los municipios de Báguena o Burbáguena.

## Medio natural
Se sitúa en las estribaciones meridionales de la Sierra de Santa Cruz, sobre un afloramiento de pizarras y cuarcitas del Ordovícico, dominando un valle interior relleno de acumulaciones cuaternarias, que drena a través del arroyo de Castejón hacia la laguna de Gallocanta, situada en sus inmediaciones.
Los materiales que componen la cercana Sierra de Santa Cruz permiten la presencia de enclaves de marojal (Quercus pyrenaica), que en ocasiones han sido desplazados por pinares y carrascales.

## Historia
La presencia humana se constata en el término municipal en torno a la Edad del Hierro, con la aparición de restos arqueológicos en los siguientes periodos.
El municipio tuvo su origen en la Reconquista, apareciendo citado por primera vez en un documento en el año 1205. Perteneció a la Comunidad de Aldeas de Daroca, sesma de Gallocanta, hasta el siglo XIX. En 1834 es integrado en el Partido judicial de Calamocha. En el año 2003 se incorporó a la comarca del Jiloca.
En el año 1248, por privilegio de Jaime I, este lugar se desliga de la dependencia de Daroca, pasando a formar parte de Sesma del Campo de Gallocanta en la Comunidad de Aldeas de Daroca, que en 1838 fue disuelta.
Los fondos documentales del Ayuntamiento han permanecido siempre en el archivo municipal de Castejón de Tornos.
Como sucede en el mundo rural y, especialmente, en los pequeños pueblos, la mayor parte de las agrupaciones de vecinos tienen un carácter religioso: Hermandades, cofradías, etc. La asociación religiosa principal es la Parroquia de Nuestra Señora de la Asunción, que agrupa a todos los fieles de la localidad. Sin embargo, a lo largo de la historia se podrían destacar otras:
- Cofradía de San Bartolomé
- Cofradía del Santo Ecce Homo

A partir de la Constitución de 1978, una vez consolidada la libertad de asociación y reunión, aparecieron varias Asociaciones Culturales:
- Asociación cultural "El Cantón"

## Demografía
Castejón de Tornos cuenta con una población de 66 habitantes (INE 2024).
| Gráfica de evolución demográfica de Castejón de Tornos entre 1842 y 2021                                            |
| |
| Población de derecho según los censos de población del INE Población de hecho según los censos de población del INE |

## Administración y política
| Período   | Alcalde                 | Partido | Partido |
| --------- | ----------------------- | ------- | ------- |
| 1979-1983 | Cesáreo Vicente Cantín  | UCD     |         |
| 1983-1987 |                         |         |         |
| 1987-1991 |                         |         |         |
| 1991-1995 |                         |         |         |
| 1995-1999 |                         |         |         |
| 1999-2003 | Pascual Calvo Vicente   | PAR     |         |
| 2003-2007 | Pascual Calvo Vicente   | PAR     |         |
| 2007-2011 | Pascual Calvo Vicente   | PAR     |         |
| 2011-2015 | Pascual Calvo Vicente   | PAR     |         |
| 2015-2019 | Daniel Mañas Vicente    | PAR     |         |
| 2019-2022 | Julián López Vicente    | PAR     |         |
| 2022-2023 | Francisco Calvo Vicente | PP      |         |
| 2023-     | Francisco Calvo Vicente | PAR     |         |

| Partido político    | Partido político                                   | 2003   | 2007   | 2011   | 2015   | 2019   | 2023   |
| Partido político    | Partido político                                   | Ediles | Ediles | Ediles | Ediles | Ediles | Ediles |
|                     | Partido Aragonés (PAR)                             | 1      | 1      | 3      | 3      | 2      | 2      |
|                     | Partido de los Socialistas de Aragón (PSOE-Aragón) | —      | —      | 1      | —      | —      | 1      |
|                     | Partido Popular de Aragón (PP)                     | —      | —      | —      | —      | 1      | —      |
| Total de concejales | Total de concejales                                | 1      | 1      | 3      | 3      | 3      | 3      |

Además del Ayuntamiento, podemos destacar otras instituciones públicas:
- Cámara Agraria Local
- Juzgado de Paz

## Monumentos y lugares de interés
- Iglesia de la Asunción con retablos del siglo XVII
- Ermita de San Miguel del siglo XVII
- Peirones de San Ambrosio, San Antón, San Francisco, Virgen del Carmen, San Roque...
- Antizuelas
- La fuente de abajo junto al lavadero.
- Fuente de Los Taberneros
- Fuente del villar
- Los Tenajos
- Peñalta

## Fiestas, costumbres y gastronomía
- Las hogueras en Castejón se celebran en honor a Santa Lucía (13 diciembre), San Antón (17 enero), San Valero (29 enero), San Blas y Santa Águeda (3 y 5 febrero), realizándose siempre por barrios y llegando a haber más de diez en el pueblo.
- También en Castejón se celebraron los carnavales con gran fiesta y participación social, pese a que desde los años 60 del siglo pasado, comenzó su declive forzoso con la emigración.
- En Semana Santa se hacían gachas y se decía que había que "cumplir con parroquia", eran fechas en que se montaba el monumento en la iglesia y se hacía procesiones, como la del jueves santo con la Virgen de la Soledad que era llevada por las mujeres viudas, mientras cantaban salves. El domingo de resurrección se realizaba el reencuentro de la Virgen (que iba portada por las mujeres), con Jesús (portado por los hombres) en La Peñuela.
- Destaca la fiesta patronal en honor al Eccehomo celebrada el 14 de septiembre y que tenía una duración de tres días.
- También era importante la fiesta de San Miguel de Mayo, festividad celebrada el 8 de mayo en que se festejaba a San Miguel Arcángel y a San Gregorio. Se iba en procesión a la ermita y se bendecían los términos.
- Durante el estío eran pocos los días que se podía guardar fiesta, pues había mucho trabajo en el campo. Uno de ellos era el 16 de junio, (fecha en que se conmemora el martirio de Santa Julita y San Quirico, cuentan que en Castejón se le llamaba así cariñosamente porque cuando murió aún mamaba del pecho de su madre Santa Julita). Este día que se festejaba a San Quirico o San Quilez y se celebraba "el día de las mujeres", se segaba por la mañana antes de ir a misa y a la procesión, en la que salían los santos, San Quilez delante y San Miguel detrás con los respectivos roscos. También salían las banderas, con las que se hacían saludos o reverencias cuando se pasaba por las eras. Esta fiesta la solía pagar el ayuntamiento, pero en alguna ocasión se la quedaban los mozos y escotaban un duro cada uno para pagarlas. Este día mandaban las mujeres, pero sólo por la tarde en el baile que se realizaba en la fuente (en una era de la zona de los Prados), entonces sacaban las mujeres a los hombres a bailar (por la noche ya no se hacía esto).
- Otros días de fiesta eran Santiago (25 de julio), San Pedro (29 de junio), la Virgen de agosto (15 de agosto) cuando se vestía la Virgen de la Cama para llevarla en procesión, o San Roque (16 de agosto), cuando se va al peirón de San Roque en procesión con la bandera y el santo, que porta un racimo de uva de moscatel que se repartían los asistentes. Ese día no había arriendo de banderas, la llevaba el que quería o tenía más devoción.
- El último domingo de mayo tenía lugar la Romería a San Ambrosio a la que acudía en pleno la Cofradía de la Sangre de Cristo.
- Para Nochebuena era costumbre que se cantaran unas completas por la tarde y se acudiera a la misa del gallo. Esa tarde los chicos salían a pedir el aguinaldo, solían darles un puñadico de higos secos de aguinaldo. Ellos marchaban con una zambomba que se fabricaban ellos mismos, hecha con una lata de leche condensada o una vejiga de cerdo y una paja de centeno sujeta con un imperdible, se mojaban las manos y la pasaban por la pajita de centeno para hacerla sonar, mientras se cantaba, entre otras: "La zambomba está preñada / y ha de parir en enero/ y ha de parir un chiquillo/ que se llame zambombero"

Otra costumbre arraigada en Castejón era la del arriendo de banderas, que se hacía al menos en tres ocasiones al año.
En lo que respecta a la música popular, según aparece recogido en el Archivo de música popular de ADRI, en Castejón de Tornos destacaron a dos hermanos músicos, nacidos en torno a 1900: Pascual Rodrigo Sebastián (cantor e intérprete de bandurria y laúd) y Fernando Rodrigo Sebastián (acordeón y guitarra, y el órgano de la iglesia), que organizaban el baile semanal. La información procede de su hermana, Clementa (n. 1901).
Fiestas actuales
- El Eccehomo y San Miguel, finales de agosto (Patronales).
- San Isidro Labrador, 15 de mayo.
- San Ambrosio, tercer sábado del mes de mayo.

## Leyendas y anécdotas
- El tesoro del castillejo
- El corral de los bueyes
- Sobre la existencia de túneles desde el castillo a la iglesia
- Historias de lobos. Algunos ancianos del lugar recuerdan cómo, en otro tiempo, se salía de batida por los montes de Castejón para matar a los lobos que atacaban al ganado.